# Resíduo de evaporação
O resíduo de evaporação corresponde às substancias residuais que sobram após a total a evaporação da água mineral. Seu valor, normalmente medido em miligramas por litro, está diretamente relacionado com o teor de sais minerais presentes nessa água. Quando esse item apresenta valor inferior a 50 mg/l a água pode ser considerada pouco mineralizada; valores superiores a 1.500 mg/l indicam águas excessivamente ricas em minerais, não sendo indicadas para consumo diário por seres humanos.

## Utilização
Valores referentes aos resíduos de evaporação são bastante utilizados pela indústria de água mineral para classificar os diferentes tipos de águas vendidas no mercado.
Segundo a ABINAM (Associação Brasileira de Indústria De Água Mineral), o valor dos resíduos de evaporação correspondem à quantidade de sais remanescentes após evaporação da água mineral exposta à temperatura de 180ºC. Segundo esta instituição, este valor determina  grau de leveza da água. Quanto menor o resíduo de sais e sólidos na evaporação do líquido, mais leve é considerada a água. 
Para ser considerada leve, a água mineral deve apresentar baixas quantidades de sais diluídos, de modo que as águas com valores inferiores a  50 mg/litro são consideradas leves. 
Os valores de resíduo de evaporação são indicativos do tempo de trânsito da água no interior do aquífero, valor que auxilia na determinação da vulnerabilidade destes corpos d'água subterrâneos ao ingresso de águas superficiais, podendo ser ferramenta para a avaliação de sua exposição ao risco de contaminação .